# Ludwig Guttmann
Pour les articles homonymes, voir Guttmann.
Ludwig Guttmann, né le 3 juillet 1899 à Burg Tost, dans l'Empire allemand, et mort à Aylesbury, en Angleterre, le 18 mars 1980, est un neurochirurgien britannique d'origine allemande. Il est le créateur des Jeux paralympiques et l'un des fondateurs d'activités sportives pour les personnes à mobilité réduite.

## Biographie
Ludwig Guttmann naît dans une famille juive allemande à Tost, en Haute-Silésie, fils de Bernhard Guttmann, aubergiste et distillateur, et de son épouse, Dorothea Weissenburg. Sa famille s'installe à Konigshütte en 1902, ville où il fait ses études secondaires puis travaille comme infirmier en 1917-1918. Il commence ses études de médecine en 1918 à l'université de Breslau, puis à Wurtzbourg et enfin à Fribourg, où il obtient son diplôme de médecin en 1924. Il est recruté auprès d'Otfrid Foerster (en) à Breslau. Il se marie en 1927 et le couple a deux enfants. Il dirige un service de neurologie dans un hôpital municipal de Hambourg en 1928, puis revient à Breslau comme premier assistant de Foerster dès 1929, puis l'année suivante comme Privatdozent. Lors de la prise de pouvoir des Nazis en 1933, les médecins juifs sont interdits d'exercice dans les hôpitaux civils et il prend un poste de neurologue à l'hôpital juif de Breslau en 1933 et en devient le directeur médical en 1937. Il est le témoin d'autodafés de livres de scientifiques non-aryens et soigne des victimes de la nuit de Cristal en novembre 1938, ce qui lui vaut un interrogatoire de la Gestapo. Il se décide enfin à s'exiler en 1939, sa famille et lui obtiennent des visas pour l'Angleterre. Il est embauché dans le service Nuffield de neurochirurgie, à la Radcliffe Infirmary. Il est fait citoyen britannique en 1945.
En 1944, le gouvernement britannique lui demanda de fonder le National Spinal Injuries Centre (Centre national des blessés de la moelle spinale) à Stoke Mandeville près de Londres, au sein de l'hôpital de Stoke Mandeville. Ce centre faisait partie d'un programme de rééducation des blessés de la moelle spinale de la Seconde Guerre mondiale et avait pour but d'augmenter leur espérance de vie. En effet, lors de la Première Guerre mondiale, 95 % des patients atteints à la moelle spinale mouraient le plus souvent au cours des deux premières semaines.
Il dirige ce centre jusqu'en 1966. De 60 lits en 1944, l'unité en comportait 190 en 1966. Il s'intéresse à la rééducation psychologique et sociale de ses patients. Ceux-ci étant souvent jeunes, il imagina et mit au point une thérapie basée sur le sport : tennis de table, billard, basket-ball, ou encore tir à l’arc.
Il s'engagea pour permettre aux paraplégiques et tétraplégiques d'accéder aux sports à tous les niveaux, ce qui passait par l'adaptation des pratiques et des règles.

## Jeux paralympiques
Il organise les Jeux de Stoke Mandeville, première compétition nationale le 28 juillet 1948, veille des Jeux olympiques d'été à Londres. Seuls le tir à l'arc et le basket étaient alors pratiqués.
En 1952, plus de 130 compétiteurs internationaux y participent.
En 1956, le CIO accorde le statut de jeux olympiques à ces jeux et Ludwig Guttmann reçoit la Coupe Fearnley, une récompense pour sa contribution majeure à l'Idéal olympique. Les jeux de Stoke Mandeville passent alors de buts thérapeutiques et médicaux à une pratique de compétition pour handicapés.
En 1960 ont lieu les premiers Jeux paralympiques d'été à Rome. À cette occasion, le pape Jean XXIII surnomma Guttmann « le De Coubertin des Paralysés ». Souvent dans la même ville que les Jeux olympiques, et juste après, ces Jeux paralympiques sont réédités depuis.
En 1960 également, Ludwig Guttmann fonda la British Sports Association of the Disabled (association sportive britannique pour handicapés).
En 1965, l'Institut Guttmann, clinique spécialisée dans les traitements neurologiques inspirés des méthodes du docteur Guttmann, est fondé à Barcelone.
L'un de ses derniers projets est la construction du premier village olympique pour personnes handicapées à Stoke Mandeville.

## Hommages et distinctions
Il est fait officier de l'Empire britannique (OBE) en 1950 et commandeur (CBE) en 1960. Il est fait chevalier le 1er janvier 1966.
Ludwig Guttmann est élu membre de la Royal Society le 18 mars 1976,.
Il obtient des doctorats honoris causa des universités de Durham (1961), Trinity College, Dublin (1969), et Liverpool (1971).

## Postérité
- International Medical Society of Paraplegia (en) en 1961[7], et son journal officiel Paraplegia.
- Le stade de Stoke Mandeville[8],[9]
- Les Jeux paralympiques
- Institut Guttmann